# ألفارو كال
ألفارو كال (بالإسبانية: Álvaro Calle) (11 يونيو 1953 - ) هو لاعب كرة قدم كولومبي في مركز الدفاع، شارك في الألعاب الأولمبية الصيفية 1972. ولعب مع إنديبندينتي ميديلين.

## وصلات خارجية
- ألفارو كال على موقع أوليمبيديا (الإنجليزية)